# Музичанська вулиця (Київ)
Музича́нська ву́лиця — вулиця у Святошинському районі міста Києва, мікрорайон в межах території колективу індивідуальних забудовників «Чайка». Пролягає від Любимівської вулиці до кінця забудови.
Прилучається Чайківська вулиця.

## Історія
Вулиця виникла на початку XXI століття. Сучасна назва — з 2011 року, на честь села Музичі.